# Quercus oglethorpensis
Quercus oglethorpensis là một loài thực vật có hoa trong họ Cử. Loài này được W.H.Duncan miêu tả khoa học đầu tiên năm 1940.

## Hình ảnh